# Hans-Peter Dürr

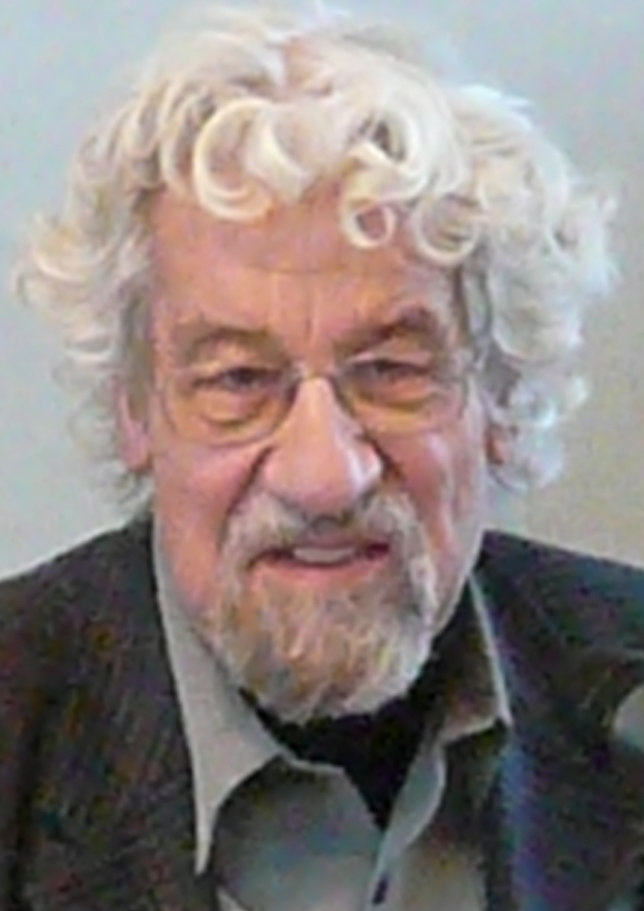
Hans-Peter Dürr (2007)

Hans-Peter Emil Dürr (* 7. Oktober 1929 in Stuttgart; † 18. Mai 2014 in München) war ein deutscher Physiker und Essayist. Dreimal war er im Direktorium des Max-Planck-Instituts für Physik, nämlich 1970–1971, 1977–1980 und zuletzt nochmals 1987–1992.

## Leben
Dürr studierte Physik an der Universität Stuttgart (Diplom 1953). Anschließend ging er an die University of California, Berkeley, wo er 1956 bei Edward Teller mit einer Dissertation in theoretischer Kernphysik promoviert wurde. Dürr wohnte in Berkeley im International House.
Von 1958 bis 1976 war Dürr Mitarbeiter von Werner Heisenberg, der einen großen Einfluss auf ihn ausübte. Er war sein engster Mitarbeiter bei Heisenbergs Projekt eines Versuchs der Aufstellung einer vereinheitlichten Feldtheorie der Elementarteilchen. 1962 lehrte er als Gastprofessor in Berkeley und Madras. Im selben Jahr habilitierte er sich an der Universität München in Kernphysik, Elementarteilchenphysik und Schwerkraft. Danach wurde er zunächst 1969 außerplanmäßiger Professor an der Universität München, 1978 dann Nachfolger von Werner Heisenberg als geschäftsführender Direktor des Max-Planck-Instituts für Physik und Astrophysik am selben Ort. Diese Funktion übte er bis 1980 sowie nochmals von 1987 bis 1992 aus. Später wandte er sich zunehmend von der theoretischen Physik ab und befasste sich mit erkenntnistheoretischen und gesellschaftspolitischen Fragestellungen.
1985 bis 1991 war er im Rat von Greenpeace Deutschland. Dürr gründete am 27. Januar 1987 in Starnberg den eingetragenen Verein Global Challenges Network e. V. (kurz ‚GCN e. V.‘, englisch frei übersetzt für „Netz für weltweite Herausforderungen“). Der Verein soll ein Netz aus Unternehmen und Gruppen knüpfen, die konstruktiv und gemeinsam „an der Bewältigung der Probleme arbeiten, die uns und damit unsere natürliche Umwelt bedrohen“. Im selben Jahr wurde er „in Anerkennung seiner fundierten Kritik der Strategischen Verteidigungsinitiative und seiner Arbeit, hochentwickelte Technologien für friedliche Zwecke nutzbar zu machen,“ mit dem Right Livelihood Award („Alternativer Nobelpreis“) ausgezeichnet. Außerdem erhielt die wissenschafts- und forschungskritische internationale Gruppe Pugwash, der er angehörte, im Jahr 1987 den Antonio-Feltrinelli-Preis und 1995 den Friedensnobelpreis. 1992 initiierte ein gemeinsamer Vortrag mit Christiane Busch-Lüty beim Verein für Socialpolitik die Gründung der Vereinigung für Ökologische Ökonomie 1996, deren Gründungsmitglied er war. Er war Mitglied des Club of Rome und Mitglied des Ehren-Kurats der Internationalen Münchner Friedenskonferenz, sowie 2011 Referent auf Pastor Jürgen Flieges drittem „Wörishofener Herbst“.
Im Jahr 1975 wurde er zum Mitglied der Leopoldina gewählt, 2002 zum Ehrendoktor der Carl von Ossietzky Universität Oldenburg ernannt, und im Jahr 2004 wurde ihm das Große Bundesverdienstkreuz verliehen.
2005 verfasste Dürr zusammen mit Daniel Dahm und Rudolf zur Lippe die Potsdamer Denkschrift und das Potsdamer Manifest, das von vielen Wissenschaftlern aus der ganzen Welt unterzeichnet wurde, u. a. von über 20 Trägern des Right Livelihood Award.
2007 beschloss der Münchner Stadtrat, Hans-Peter Dürr – in Anerkennung seiner hohen Verdienste um die Stadt München – das Ehrenbürgerrecht zu verleihen. Im Frühjahr 2007 trat Dürr auf Anfrage von Jakob von Uexküll als Ratsmitglied dem World Future Council bei.
Dürr war mit der Amerikanerin Carol Sue Durham verheiratet. Aus der Ehe gingen vier Kinder hervor.

## Auszeichnungen
- 1956: Award of Merit by Oakland Chapter The American National Red Cross[16]
- 1987: Right Livelihood Award (sogenannter „Alternativer Nobelpreis“)[17]
- 1989: Waldemar-von-Knoeringen-Preis der Georg-von-Vollmar-Akademie
- 1996: München leuchtet – Den Freundinnen und Freunden Münchens
- 2002: Ehrendoktor der Carl von Ossietzky Universität Oldenburg
- 2004: Großes Bundesverdienstkreuz

## Schriften (Auswahl)
- 1959: Dürr, Heisenberg, Mitter, Schlieder, Yamazaki: Zur Theorie der Elementarteilchen, Zeitschrift für Naturforschung, Band 14 A, 1959, S. 441–485.
- 1971: als Herausgeber: Quanten und Felder. Physikalische und phil. Betrachtungen zum 70. Geburtstag von Werner Heisenberg. Vieweg, Braunschweig 1971, ISBN 3-528-08317-4.
  - Darin von Dürr: Über Heisenbergs einheitliche Feldtheorie der Elementarteilchen. S. 125–144.
- 1988: Das Netz des Physikers. Naturwissenschaftliche Erkenntnisse in der Verantwortung. Hanser, 1985. NA mit 496 S., DTV 2000, ISBN 3-423-33056-2.
- 1989: Geist und Natur. Über den Widerspruch zwischen naturwissenschaftlicher Erkenntnis und philosophischer Welterfahrung. Hrsg., Scherz, ISBN 3-502-13170-8.
- 1994: Respekt vor der Natur, Verantwortung für die Natur. Gespräche mit Michael Haller. Einf. von Christoph Bals, Piper, ISBN 3-492-11819-4.
- 1995: Die Zukunft ist ein unbetretener Pfad. Bedeutung und Gestaltung eines ökologischen Lebensstils. Verlag Herder 1995, ISBN 3-451-04340-8.[18]
- 1995: Umweltverträgliches Wirtschaften. Denkanstösse und Strategien für eine ökologisch nachhaltige Zukunftsgestaltung. Agenda, Münster 1995, ISBN 3-929440-44-X.
- 1997: (Mitautor): Gott, der Mensch und die Wissenschaft. Pattloch.
- 1997: Rupert Sheldrake in der Diskussion. Das Wagnis einer neuen Wissenschaft des Lebens. Hrsg., Scherz, München 1997, ISBN 3-502-15165-2.
- 2000: Für eine zivile Gesellschaft. Beiträge zu unserer Zukunftsfähigkeit. DTV, München 2000, ISBN 3-423-36177-8.
- 2000: (Mit-Hrsg.): Elemente des Lebens. Naturwissenschaftliche Zugänge, philosophische Positionen. Graue Edition, Zug (Schweiz), ISBN 3-906336-28-X.
- 2001: (Mitautor): Wir erleben mehr, als wir begreifen. Herder spektrum.
- 2003: (Mitautor, Mit-Hrsg.): Wirklichkeit, Wahrheit, Werte und die Wissenschaft. Ein Beitrag zum Diskurs "Neue Aufklärung". BWV, Berlin 2003, ISBN 3-8305-0347-4.
- 2004: Auch die Wissenschaft spricht nur in Gleichnissen. Herder spektrum.
- 2005: mit Daniel Dahm, Rudolf zur Lippe: Potsdam Manifest 2005 “We have to learn to think in a new way” & Potsdam Denkschrift. Oekom, Berlin / München 2005.
- 2008: mit Raimon Panikkar: Liebe: Urquelle des Kosmos. Ein Gespräch über Naturwissenschaft und Religion. Verlag Herder, Freiburg, ISBN 3-451-05965-7.
- 2009: Warum es ums Ganze geht. Neues Denken für eine Welt im Umbruch. Oekom-Verlag, München 2009, ISBN 978-3-86581-173-8.
- 2010: Geist, Kosmos und Physik. Gedanken über die Einheit des Lebens. Crotona-Verlag, Amerang 2010, ISBN 978-3-86191-003-9.
- 2010: (Hrsg.): Physik und Transzendenz. Die großen Physiker unserer Zeit über ihre Begegnung mit dem Wunderbaren. Driediger, Bad Essen 2010, ISBN 978-3-932130-24-3.
- 2011: Das Lebende lebendiger werden lassen. Wie uns neues Denken aus der Krise führt. Oekom-Verlag, München 2011, ISBN 978-3-86581-269-8.
- 2012: Es gibt keine Materie! Revolutionäre Gedanken über Physik und Mystik. Crotona-Verlag, Amerang 2012, ISBN 978-3-86191-028-2.
- 2012: Vom Greifbaren zum Unbegreiflichen: Revolutionär neue Wege der modernen Physik. In: Seele, Katrin; Seele, Peter: Ordnungen im Übergang. Baltmannsweiler: Schneider Verlag Hohengehren 2012, ISBN 978-3-8340-0999-9, S. 13–46.

Dürr war einer der Herausgeber der Gesammelten Schriften von Werner Heisenberg:
- Walter Blum, Hans-Peter Dürr, Helmut Rechenberg (Hrsg.): Werner Heisenberg. Gesammelte Werke. Insgesamt 9 Bände, 1985 bis 1993, Piper und Springer.

## Rezeption
Der Liedermacher Konstantin Wecker widmete Dürr auf seinem Album Lieder meines Lebens ein Lied mit dem Titel Gefrorenes Licht.